# Chojno
Chojno is een plaats in het Poolse district Szamotulski, woiwodschap Groot-Polen. De plaats maakt deel uit van de gemeente Wronki en telde in 2011 778 inwoners. Het is de centrale plaats in een groter gebied met twee weidse gehuchten Chojno-Młyn en Chojno-Błota.

## Voorzieningen
In Chojno zijn twee begraafplaatsen. Een van de begraafplaatsen is protestantse, waarschijnlijk daterend van de eerste Nederlandse kolonisten. Door zijn streekfunctie heeft Chojno relatief veel voorzieningen. Er is een basisschool, school voor beroepsonderwijs en een kleuterschool. Ook is er een vrijwillig brandweerkorps, een openbare bibliotheek, buurthuis, een postkantoor en een sportveld met een amfitheater. Er is ook een Verpleeghuis voor mannen met een verstandelijke beperking. Het dorp heeft een aantal monumenten.

## Verkeer en vervoer
Door Chojno loopt de tweebaansweg 150 die met een omweg Wronki verbindt met Sieraków. Weg 145 loopt naar de rivier, naar een pontveer.

## Sport en recreatie
Door deze plaats loopt de Europese wandelroute E11. De E11 loopt van Den Haag naar het oosten, op dit moment tot de grens Polen/Litouwen. De route komt vanuit het zuiden vanaf Sieraków, en gaat vervolgens door de bossen richting Mokrz en Wronki.